# バスケライダー
バスケライダー（Basket Rider、2012年3月10日 - ）は、プロバスケットボールチームのブースター、キャラクター。2017年4月1日のみシナジー・エンタテインメント所属。

## 概要
バスケライダーは神奈川県横浜市を拠点に、日本バスケ界を盛り上げる為に活動するバスケットを愛するパフォーマンス集団であり、横浜ビー・コルセアーズやBEEFMAN.EXEの試合会場で応援キャプテンを務めていた。
ライダーである以上、当然ながら彼らの主な交通手段はオートバイであるが、特に遠方のアウェイ戦に乗り込む場合は巨大なモンスターバイクで現地まで向かっていると語っている。登場当初は本人は「バスケメン」と名乗っていたが、1号がロック好きでありライダースジャケットを常時着用していたことから｢バスケライダー｣と名乗るようになった。
バスケライダーが登場したきっかけは、アリゾナ大学のスタープレイヤーだったレジー・ゲーリーのファンだった1号が、ゲーリーがビーコルの初代ヘッドコーチに就任すると知り、彼のチームを「横浜っぽく派手に応援したい」という想いから生まれた。バスケライダーはビーコルが優勝するために日々奮闘しているが、まずはビーコルの試合が観客で常に満員になることに貢献したいと考えていた。
バスケットボールのユニフォームメーカーとのコラボで、バスケライダーのグッズが展開されており、Webショップやビーコルの試合会場でも販売されていた。またバスケライダーのテーマソングである｢バスケライダーのテーマ｣は、横浜ビー・コルセアーズの公式グッズとして2015年10月3日にCDが発売されていた。
1号は2020年東京オリンピックで完全燃焼し、競技（応援）生命を終える予定だと語っていたが、前年の2019年10月20日の横浜-島根戦での引退が自身のFacebookで発表された。

## パフォーマンス

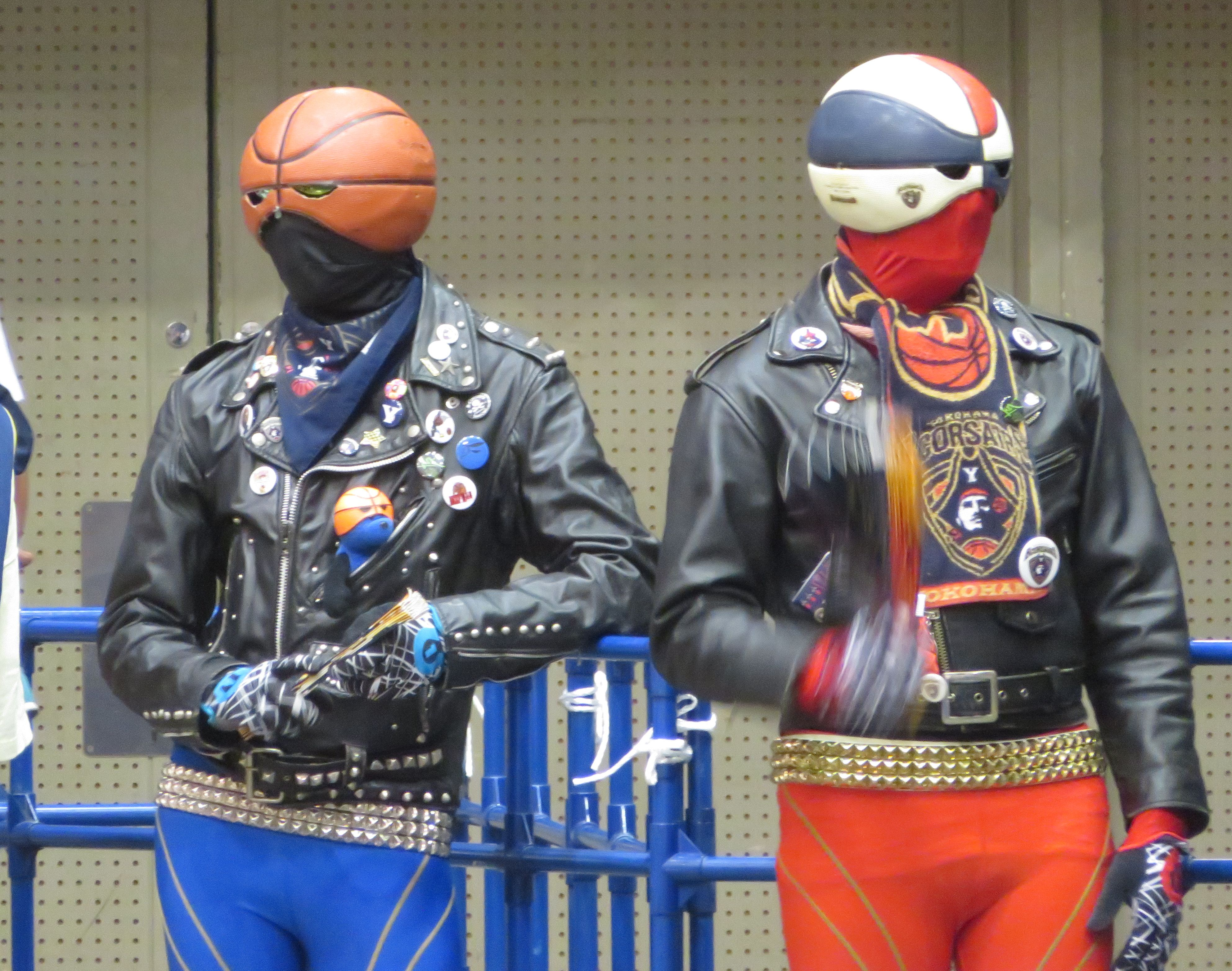
2018年10月17日撮影 2018-19　B1 第3節　横浜-富山　横浜文化体育館にて

- 「I Love 横浜」ダンス：横浜銀蠅の｢I LOVE 横浜｣に合わせたダンスで、強烈なパワーを周りに与えることができるバスケライダーの必殺技[2]。
- 「行け！バスケライダー」：ビーコルブースター有志によるバスケライダーに捧げる歌。
- ｢バスケライダーのテーマ｣：Eyes'の歌うビーコルオフィシャルソング「We are B-CORSAIRS」のカップリング曲として収録[5]。
- バスケライダーカード配り[1]
- チアガールとの写真撮影[1]

## メンバー

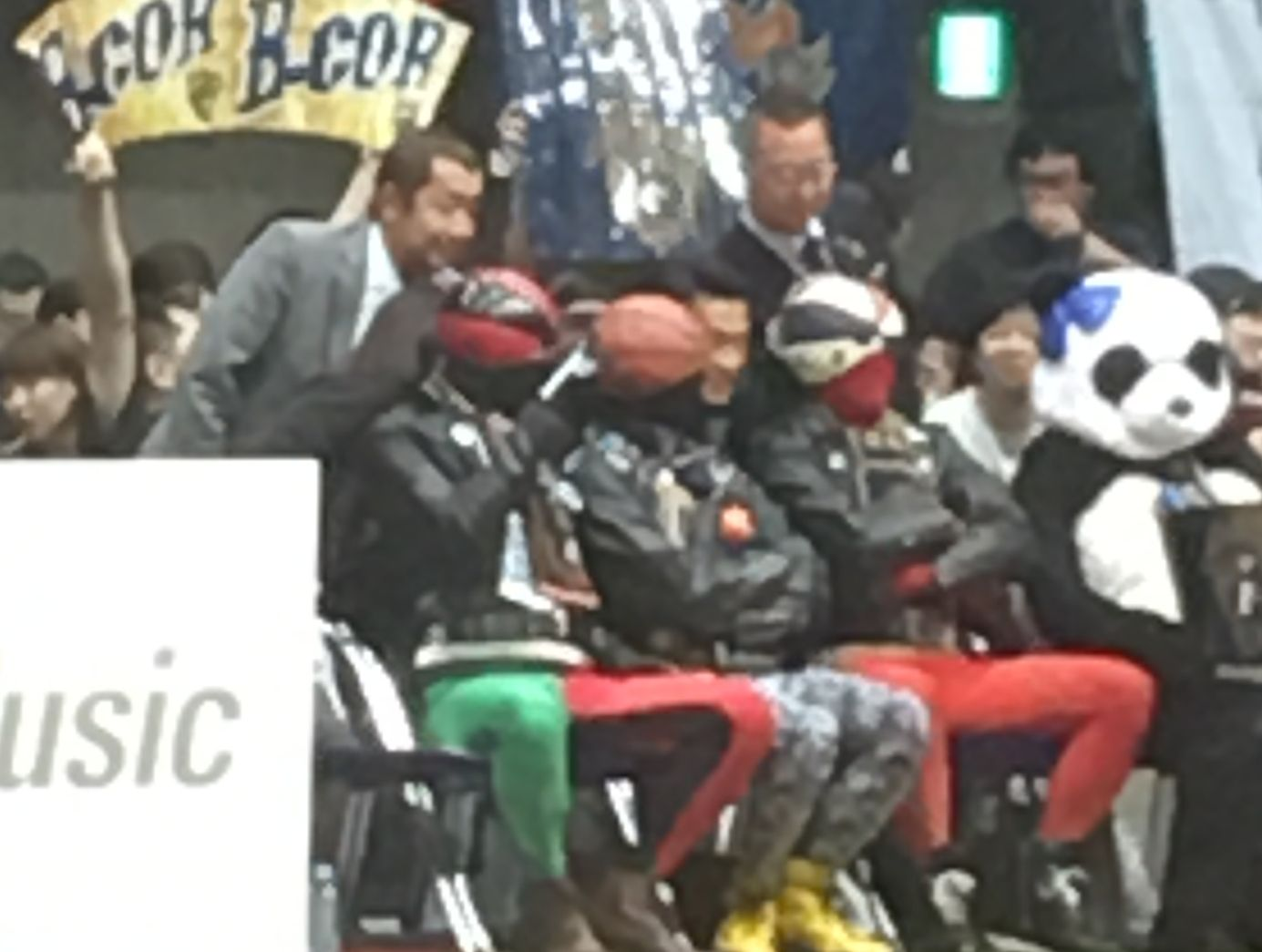
2016年9月24日撮影 横浜文化体育館　横浜ビー・コルセアーズ　Bリーグ開幕ゲーム

1号～4号はビーコルの試合会場に出現する。この他に女性ライダーが試合会場に登場したことがあったが、彼女が正式なバスケライダーであるのかは不明であり、2018年現在は試合会場には姿を見せていない。
2017年に新登場した4号は、1号～3号の共通意匠でバスケライダーの名前の由来でもあるライダースジャケットを着用していない。またバスケライダーではなく｢バスケソルジャー｣と名乗ることも多いため、4号がバスケライダーかかの議論の余地は残る。なお4号はビーコルだけではなく3x3.EXE PREMIERリーグBEEFMAN.EXEの試合会場にも登場していた。

## 各バスケライダーの外観特徴
バスケライダーは各メンバーで異なるコスチュームに身を包んでいた。本稿では各ライダーの意匠上の特徴について説明を行う。なお、この他に小道具としてやB-CLAP(ビーコル応援用オリジナルグッズのハリセン)等を使用している。

### 1号

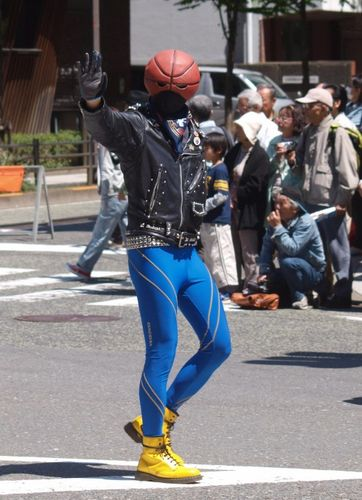
バスケライダー１号

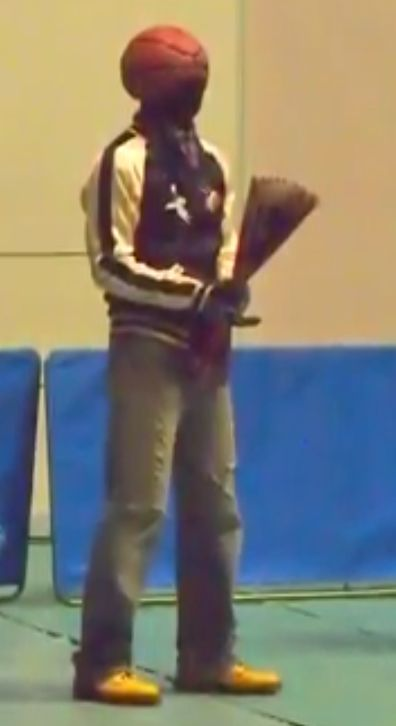
バスケライダー１号 スカジャンver

- 茶色のバスケットボールを模したマスクを着けている。
- 概観としては、アウターは黒い革に銀色の金具のライダースジャケット、ボトムスは青に黄色のラインが入ったスポーツタイツを着用。
- ジャケットの襟と胸元にビーコル公式グッズのピンバッジと多数の缶バッジを付けている。
- ジャケットの背面には、上部に縦書きで「横濱」、腰部分に「BCORSAIRS」と白色で書かれている。
- 基本的にジャケットのジッパーを上げてインナーを見せずに着用しているが、前を開けて、インナーのTシャツ胸にプリントされたメッセージを見せたこともある[7]。
- 首元に、チームエンブレムがプリントされたバンダナをアフガン巻き（カウボーイ巻き）している。
- 腰に、銀の3連ピラミッドスタッズベルトを付けている。
- 手元は、グローブを着用。紺色で甲に青の模様、甲から指先にかけて白の模様が入っている。
- 足元は黄色の編み上げブーツ、または、金のスニーカーを着用。
- 「スカジャンver」として、アウターにスカジャン、ボトムにダメージジーンズを着用することもある[8]。
- スカジャンの身頃は黒のキルティングで胸に鳥の刺繍があり、袖は白地で黒のラインが入っている。

### 2号

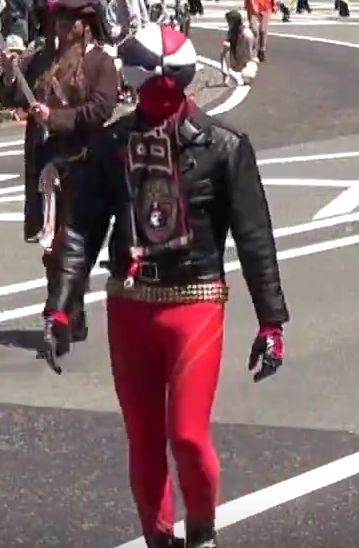
2013年5月 ザよこはまパレードにて バスケライダー２号

- 赤白青のトリコロールのバスケットボールを模したマスクを着けている。
- 概観としては、アウターは黒い革に金色の金具のライダースジャケット、ボトムスは赤に黄色のラインが入ったスポーツタイツ。
- 首元に、ビーコル公式のタオルマフラーを巻いている。
- 腰に金の3連ピラミッドスタッズベルトを付けている。
- 手元は、グローブを着用。1号の色違いで、紺色で甲に赤の模様、甲から指先にかけて白の模様が入っている。
- 足元は黒の編み上げブーツを着用。

### 3号

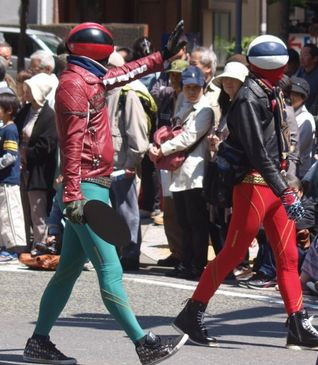
2013年5月 ザよこはまパレードにて　バスケライダー２号、３号

- 黒と赤のツートンカラーのバスケットボールを模したマスクを着けている。
- 概観としては、アウターは赤のライダースジャケット、ボトムスは緑に黄色のラインが入ったスポーツタイツ。
- ボトムスとして、左前面が赤、右前面が緑、背面が黒のスポーツタイツを着用することもある[9]。
- 首元に、ビーコル公式のネックウォーマーを着用。
- 手元は、黒に白の模様のグローブ、または、ビーコル公式のニットグローブを着用。

### 4号

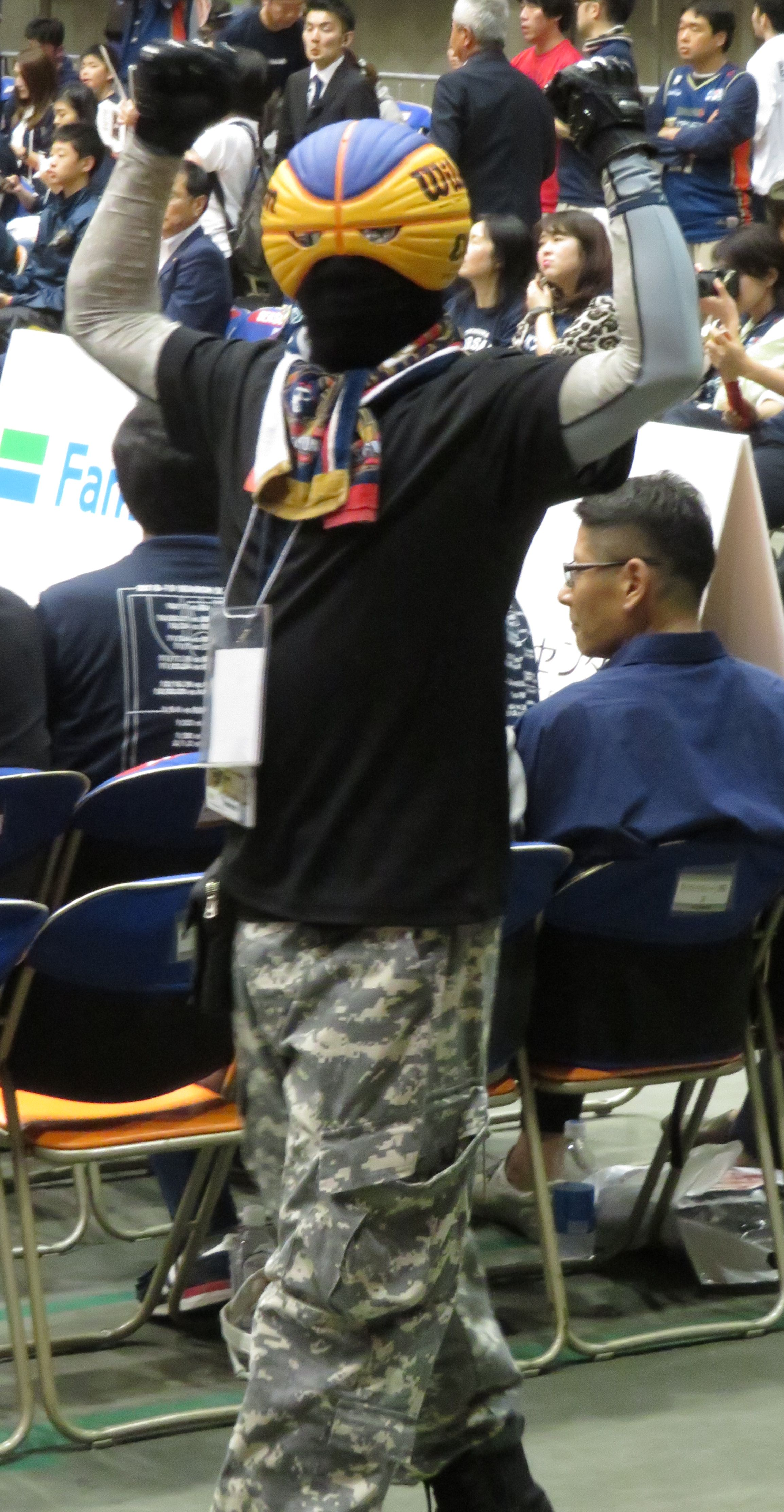
2018年10月17日撮影 2018-19　B1 第3節　横浜-富山　横浜文化体育館にて　バスケライダー4号

- 青と黄のツートンカラーのバスケットボールを模したマスクを着けている。
- 概観としては、SHENKELの迷彩プリントのジャケットとロングパンツを着用。
- 黒いハトメのベルトと吉田カバンPORTERブランドの黒ウェストバッグを着用。
- 手元は、黒地で銀色の飾り金具がついたグローブを着用。
- 足元は黒のブーツを着用。
- トップスとして、迷彩長袖アンダーシャツに黒半袖Tシャツを重ね、黒のアーマーベストを着用しているときもある[10]。
- アーマーベストはGUN FREAK サバイバルゲーム用のタクティカルベストを使っている[11]。

### 女性バスケライダー
- ピンクと灰色のツートンカラーのバスケットボールを模したマスクを着けている。
- 白色のワンピースにシルバーグレーのレギンスを着用。
- ワンピースはオフショルダー、アンブレラスリーブ、膝上丈。
- 足元は、甲にラインストーンが飾られたピンクのモカシン。

## エピソード
- バスケライダー1号は見かけほど豪胆な人物では無く、バスケライダーとしての登場も当初は試合会場に物怖じして２階席で応援していたとのこと。しかしバスケライダーの持ち前のスター性で周囲のブースターを惹き付けてゆき、いつの間にかブースターの中心で応援するようになっていた[2]。
- 座右の銘は「人が右向きゃ私は左」。バスケライダーのような｢違いの分かる男｣としては、｢人と違うことをやってゆく｣という意思を示している[2]。
- その風貌から初対面の大人には「怖い」と思われることが多いが、子供には大人気である[2]。
- 必殺技の「I Love 横浜」ダンスが、公式チアダンスチームB-ROSEの踊る本来のダンスと比べると振り付けが省略、省力化されており、あたかも｢盆踊り｣｢ラジオ体操｣のようだとブースターに批評されたことがある。一方で｢子どもでもカンタンに踊れるように考え、振り付けをアレンジして踊っているのだろう｣と、このアレンジを評価する向きもある[12]。
- バスケライダー1号は、競技としてのバスケットボールは未経験だと述べているが、掲載されたリリースが2017年のエイプリルフール記事のため、真偽の程は定かではない[1]。